# Elecciones municipales de Huamanga de 1980
Las elecciones municipales de Huamanga de 1980 se llevaron a cabo el 23 de noviembre de 1980 para elegir al alcalde y al Concejo Provincial de Huamanga para el periodo 1981-1983. La elección se celebró simultáneamente con elecciones municipales en todo el país. Fueron las primeras elecciones municipales en la provincia desde 1966, tras 12 años de gobierno militar.

## Sistema electoral
La Municipalidad Provincial de Huamanga es el órgano administrativo y de gobierno de la provincia de Huamanga. Está compuesta por el alcalde y el Concejo Provincial.
La votación del alcalde y el concejo se realiza en base al sufragio universal, que comprende a todos los ciudadanos nacionales mayores de dieciocho años, empadronados y residentes en la provincia de Huamanga y en pleno goce de sus derechos políticos, así como a los ciudadanos no nacionales residentes y empadronados en la provincia de Huamanga.
El Concejo Provincial de Huamanga está compuesto por 19 regidores elegidos por sufragio directo para un período de tres (3) años, en forma conjunta con la elección del alcalde (quien lo preside). La votación es por lista cerrada y bloqueada. Se asigna a la lista ganadora los escaños según el método d'Hondt.

## Partidos y candidatos
A continuación se muestra una lista de los principales partidos y alianzas electorales que participaron en las elecciones:
| Candidatura | Candidatura | Partidos y alianzas | Candidatos | Candidatos                 | Ideología                                               | Ref. |
| ----------- | ----------- | --- | ---------- | -------------------------- | ------------------------------------------------------- | ---- |
|             | APRA        | Lista - Partido Aprista Peruano (APRA) |            | Sin información disponible | Aprismo                                                 |      |
|             | AP          | Lista - Acción Popular (AP) |            | Víctor Jáuregui Mejía      | Humanismo Nacionalismo cívico Reformismo                |      |
|             | PPC         | Lista - Partido Popular Cristiano (PPC) |            | Sin información disponible | Conservadurismo social Humanismo Democracia cristiana   |      |
|             | IU          | Lista - Izquierda Unida (IU) – Unión de Izquierda Revolucionaria (UNIR) – Unidad Democrático Popular (UDP) – Partido Socialista Revolucionario (PSR) – Partido Comunista Revolucionario (PCR) – Partido Comunista Peruano (PCP) – Frente Obrero Campesino Estudiantil y Popular (FOCEP) |            | Sin información disponible | Marxismo-leninismo Mariateguismo Socialismo democrático |      |
|             | IND         | Lista - Lista Independiente N° 3 |            | Sin información disponible | Localismo huamanguino                                   |      |

## Resultados

### Sumario general
|                        |                                 |              |              |              |           |           |
| Partidos y coaliciones | Partidos y coaliciones          | Voto popular | Voto popular | Voto popular | Regidores | Regidores |
| Partidos y coaliciones | Partidos y coaliciones          | Votos        | %            | ±pp          | Total     | +/−       |
|                        | Acción Popular (AP)             | 6,862        | 40.46        | n/a          | 8         | n/a       |
|                        | Izquierda Unida (IU)            | 5,737        | 33.82        | n/a          | 7         | n/a       |
|                        | Partido Aprista Peruano (APRA)  | 1,836        | 10.82        | n/a          | 2         | n/a       |
|                        | Lista Independiente N° 3        | 1,502        | 8.86         | n/a          | 1         | n/a       |
|                        | Partido Popular Cristiano (PPC) | 1,025        | 6.04         | n/a          | 1         | n/a       |
|                        |                                 |              |              |              |           |           |
| Total                  | Total                           | 16,962       |              |              | 19        | n/a       |
|                        |                                 |              |              |              |           |           |
| Votos válidos          | Votos válidos                   | 16,962       | 70.36        | n/a          |           |           |
| Votos en blanco        | Votos en blanco                 | 2,247        | 9.32         | n/a          |           |           |
| Votos nulos            | Votos nulos                     | 4,899        | 20.32        | n/a          |           |           |
| Votos emitidos         | Votos emitidos                  | 24,108       | 59.24        | n/a          |           |           |
| Abstenciones           | Abstenciones                    | 16,590       | 40.76        | n/a          |           |           |
| Votantes registrados   | Votantes registrados            | 40,698       |              |              |           |           |
|                        |                                 |              |              |              |           |           |
| Fuente:                |                                 |              |              |              |           |           |

## Elecciones municipales distritales

### Resultados por distrito
La siguiente tabla enumera el control de los distritos de la provincia de Huamanga.
| Distrito            | Alcalde(sa) electo(a)      | Partido político           | Partido político           |
| ------------------- | -------------------------- | -------------------------- | -------------------------- |
| Acocro              | Leoncio Bendezú Cervantes  |                            | Acción Popular             |
| Acos Vinchos        | Jorge Pérez Arrea          |                            | Acción Popular             |
| Carmen Alto         | Juan Quispe Asto           |                            | Lista Independiente        |
| Chiara              | Modesto Barrios Sulca      |                            | Partido Popular Cristiano  |
| Ocros               | Sin información disponible | Sin información disponible | Sin información disponible |
| Quinua              | Metodio Cuadros Suárez     |                            | Acción Popular             |
| San José de Ticllas | Leandro Santiago Sauñe     |                            | Acción Popular             |
| San Juan Bautista   | Jesús Tapahuasco Pérez     |                            | Acción Popular             |
| Santiago de Pischa  | Teófilo Yauli Huamancayo   |                            | Acción Popular             |
| Socos               | Alberto Janampa Aliaga     |                            | Lista Independiente N° 37  |
| Tambillo            | Celestino Canchari Quispe  |                            | Acción Popular             |
| Vinchos             | Prudencio Soto Mañuico     |                            | Acción Popular             |